# Luiz Maçãs
Luiz Leal Maçãs Fernandes (Rio de Janeiro, 21 de maio de 1963 — Rio de Janeiro, 27 de julho de 1996) foi um ator brasileiro. Seu personagem mais conhecido foi o poeta Armando Rosas, na novela A História de Ana Raio e Zé Trovão.

## Biografia
Iniciou sua carreira de ator no início da década de 80 fazendo teatro. Entre as suas primeiras peças está Ataca, Felipe!, de 1986.
Fez sua estreia no cinema em 1986, aos 23 anos, participando do elenco jovem do filme A Cor do Seu Destino, estrelado por Guilherme Fontes.
Já na televisão estreou um ano depois, em 1987, interpretando o personagem Beraldo, filho dos personagens de Cláudio Mamberti e Thelma Reston, na novela Helena, da Rede Manchete. O personagem teve um bom destaque na novela.
Em 1988, Luiz contracenou na peça de teatro, Filumena Marturano, ao lado de Yara Amaral e Bia Sion. No mesmo ano, ingressou na Rede Globo. Seu primeiro papel em uma novela dessa emissora foi Dudu em Fera Radical. Ainda na Globo, interpretou Marco Antônio em O Salvador da Pátria (1989), Aldroaldo na minissérie Desejo (1990) e o Dr. Alfredo em Riacho Doce (1990).
Logo após o término da minissérie Riacho Doce, Luiz Maçãs voltou para a Rede Manchete, emissora em que iniciou sua carreira e viveu o romântico Armando Rosas em A História de Ana Raio e Zé Trovão (1990), papel que obteve grande destaque e aceitação do público na novela. Faziam parte do núcleo de Luiz, os personagens de Lu Grimaldi e Ruy Rezende. O personagem também foi bem aceito na reprise mais recente da novela, feita pelo SBT em 2010, 20 anos após a exibição original.
Após uma pausa em sua carreira, Luiz voltou a atuar em 1993, dessa vez na Rede Globo, em que interpretou o personagem Bubi na novela O Mapa da Mina de Cassiano Gabus Mendes. O personagem fazia parte do núcleo cômico da novela ao lado de estrelas como Fernanda Montenegro, Ana Rosa, Luis Gustavo, Beth Goulart e Luíza Brunet. No teatro, fez parte do elenco de uma versão de Mephisto, ao lado de atores como Miguel Falabella, Cássia Kiss, Zezé Polessa, e Sérgio Britto. A peça foi dirigida por José Wilker.
No ano seguinte, participou de três episódios da série Você Decide, e atuou no filme Lamarca do diretor Sérgio Resende. No mesmo ano, atuou no filme As Feras de Walter Hugo Khouri. No entanto, o filme só foi lançado 7 anos depois.
Seu último trabalho na televisão foi a elogiada atuação do personagem Cadelão na minissérie Engraçadinha: Seus Amores e Seus Pecados, produzida pela Globo em 1995. A trama foi baseada na obra de Nelson Rodrigues.
Depois, no mesmo ano, participou da peça Angels In América. Pouco antes tinha saído de um spa, aonde perdeu 20 quilos. Na década de 90, Luiz enfrentava problemas de peso, e isso era uma de suas grandes preocupações pessoais.
Em 1996, último ano de sua vida, interpretou o personagem Alberto no curta-metragem Amar..., de seu grande amigo, Carlos Gregório. O filme foi lançado no ano seguinte, e possui uma dedicatória a Luiz Maçãs. No mesmo ano, Luiz atuou em outros projetos menores de Carlos Gregório. Interpretou um dos delatores da Inconfidência Mineira, Joaquim Silvério dos Reis no filme Tiradentes do diretor Oswaldo Caldeira. No entanto, no meio de uma das paralisações do filme, veio a falecer, e teve de ser substituído por Rodolfo Bottino, e todas as cenas do personagem previamente gravadas por Luiz tiveram que ser refeitas.

### Morte
Luiz Maçãs faleceu no Rio de Janeiro, em 27 de julho de 1996, com apenas 33 anos. Ele cometeu suicídio. No entanto, nenhuma informação sobre sua morte foi esclarecida pela família, sabe-se apenas que ele estava com depressão. Foi sepultado no Cemitério de São João Batista, no Rio de Janeiro. Após a sua morte, foi feito um documentário biográfico sobre a sua vida.

## Carreira

### Televisão
| Ano  | Título                             | Personagem                           | Notas                            |
| ---- | ---------------------------------- | ------------------------------------ | -------------------------------- |
| 1995 | Engraçadinha                       | Cadelão (Robson)                     |                                  |
| 1994 | Você Decide                        | César                                | Episódio: "Anjos sem Asas"       |
| 1994 | Você Decide                        | —                                    | Episódio: "O Bêbado e a Biscate" |
| 1994 | Você Decide                        | —                                    | Episódio: "A Qualquer Preço"     |
| 1993 | O Mapa da Mina                     | Bubi                                 |                                  |
| 1990 | A História de Ana Raio e Zé Trovão | Armando Rosas (Getúlio Veigas)       |                                  |
| 1990 | Riacho Doce                        | Alfredo                              |                                  |
| 1990 | Desejo                             | Aldroaldo                            |                                  |
| 1989 | O Salvador da Pátria               | Marco Antônio                        |                                  |
| 1988 | Fera Radical                       | Dudu (Luís Eduardo Albuquerque Lins) |                                  |
| 1987 | Helena                             | Beraldo                              |                                  |

### Cinema
| Ano  | Título               | Personagem | Notas                |
| ---- | -------------------- | ---------- | -------------------- |
| 2001 | As Feras             | Wilson     | Filmado em 1994/1995 |
| 1997 | Amar...              | Alberto    | Curta-metragem       |
| 1994 | Lamarca              | —          |                      |
| 1986 | A Cor do Seu Destino | Garoto     |                      |

### Teatro
- 1995 - Angels In América
- 1993 - Mephisto
- 1987 - Filumena Marturano
- 1986 - Ataca, Felipe!

entre outros trabalhos